# Mario Velarde
Mario Velarde Velázquez (29 de març de 1940 - 18 d'agost de 1997) fou un futbolista mexicà.

## Selecció de Mèxic
Va formar part de l'equip mexicà a la Copa del Món de 1962.